# Gautelishytta
Gautelishytta ist eine am Wanderweg Nordkalottleden gelegene Hütte (hytte) des norwegischen Wandervereins DNT (Den Norske Turistforening). Sie liegt am See Guov 'dolisjav'ri in der Provinz Nordland in Norwegen. Neben der Haupthütte gibt es noch eine kleinere Nebenhütte und einen Holzschuppen. Die Hütte liegt etwa acht Kilometer nordwestlich des Ivarsten, der die Grenze zu Schweden markiert.

## Weblink
- Gautelishytta auf der Website des norwegischen Wandervereins (norwegisch)

Koordinaten: 68° 2′ 20,1″ N, 17° 50′ 14,6″ O